# ジュネーヴシール
ジュネーヴシール（英:Geneva Seal 、仏:Poinçon de Genève 、独:Genfer Siegel ）は、スイスのジュネーヴ市及びジュネーヴ州の紋章であり、スイス政府及びジュネーヴ州によって規定された基準に基づいた品質規定における最高級スイス時計の証としても用いられる。後者の場合には、ジュネーヴスタンプとも呼ばれる。

## 概要
ジュネーヴシールの時計の品質証明としての使用は1886年11月6日ジュネーヴ市議会がジュネーヴで製造された機械式ムーブメントの製造技術を保護するために「ジュネーブ天文台の時計作動検査に関する法律」（仏:Loi sur le contrôle facultatif des montres ）を可決したことに始まる。
基準は12条からなり、認定を受けたムーブメントの受け（ブリッジ）にジュネーヴ市かつジュネーヴ州の紋章が刻印される。スイスの国家機関に準じるスイス公認クロノメーター検定協会（COSC、Controle Officiel Suisse des Chronometres ）が認定する「クロノメーター」と共に機械式ムーブメントの一つの基準、あるいは付加価値として認知されている。